# Teofil Savniky
Teofil Elek Vilmos Savniky-Marschalkó (ur. 19 maja 1894 w Budapeszcie, zm. 23 stycznia 1966 w Leányfalu) – węgierski lekkoatleta specjalizujący się w biegach średniodystansowych, uczestnik igrzysk Olimpijskich.
Savniky reprezentował Królestwo Węgier podczas V Letnich Igrzyskach Olimpijskich w 1912 roku w Sztokholmie, gdzie wystartował w jednej konkurencji. W biegu na 1500 metrów Węgier biegł w drugim wyścigu eliminacyjnym gdzie z nieznanym czas zajął miejsce 4-5 i odpadł z rywalizacji.
Savniky wziął ponownie wziął udział w igrzyskach startując w Olimpijskim Konkursie Sztuki i Literatury podczas XI Letnich Igrzyskach Olimpijskich w Belinie w 1936 roku. Wystartował w konkursie literatury pod nazwiskiem Marschalkó zgłaszając swój tekst Agon.
Reprezentował barwy budapesztańskiego klubu BPTTSE.

## Rekordy życiowe
- bieg na 1500 metrów - 4:15,4 (1914)